# Liga Nacional de Honduras 1976-77
La temporada 1976-1977 de la Liga Nacional de Fútbol de Honduras fue la undécima edición profesional de esta liga. 
El formato del torneo se mantuvo igual que la temporada anterior. C.D. España ganó su tercer título tras derrotar al C.D. Motagua en la final. Ambos equipos se clasificaron para la Copa de Campeones de la Concacaf 1977.

## Formato
Los diez participantes disputan el campeonato bajo un sistema de liga, es decir, todos contra todos a visita recíproca, con un criterio de puntuación que otorga:
- 2 puntos por victoria
- 1 punto por empate
- 0 puntos por derrota.

Los primeros cuatro lugares clasifican a una cuadrangular, donde el campeón se define mediante partidos de ida y vuelta entre el ganador de la fase regular y el ganador de la cuadrangular.
En caso de concluir con dos equipos empatados para la clasificación, se procedería a un partido de desempate entre ambos conjuntos. De haber empate en este, se alargaría el juego a la disputa de dos tiempos extras de 15 minutos cada uno, y eventualmente tiros desde el punto penal, hasta que se produjera un ganador.
El descenso a Segunda División corresponderá al equipo que acumulara la menor cantidad de puntos, y que por ende finalice en el último lugar de la fase regular. Para el descenso, se contempló un partido extra en caso de empate en puntos de uno o más equipos.

## Ascensos y descensos
| Ascendido de la Segunda División 1975-76 |
| ---------------------------------------- |
| Campamento                               |

| Descendido en la Liga Nacional 1975-76 |
| -------------------------------------- |
| Atlántida                              |

## Equipos participantes
| Equipo     | Sede           |
| ---------- | -------------- |
| Broncos    | Choluteca      |
| Campamento | Catacamas      |
| España     | San Pedro Sula |
| Federal    | Tegucigalpa    |
| Marathón   | San Pedro Sula |
| Motagua    | Tegucigalpa    |
| Olimpia    | Tegucigalpa    |
| Platense   | Puerto Cortés  |
| UNAH       | Tegucigalpa    |
| Vida       | La Ceiba       |

## Fase regular
| Pos. | Equipo     | Pts. | PJ | G  | E  | P  | GF | GC | Dif. |
| ---- | ---------- | ---- | -- | -- | -- | -- | -- | -- | ---- |
| 1.   | España     | 38   | 27 | 15 | 8  | 4  | 32 | 13 | +19  |
| 2.   | Motagua    | 35   | 27 | 13 | 9  | 5  | 27 | 12 | +15  |
| 3.   | Vida       | 33   | 27 | 14 | 5  | 8  | 28 | 19 | +9   |
| 4.   | Marathón   | 31   | 27 | 9  | 13 | 5  | 40 | 28 | +12  |
| 5.   | Olimpia    | 30   | 27 | 8  | 14 | 5  | 19 | 10 | +9   |
| 6.   | UNAH       | 27   | 27 | 9  | 9  | 9  | 20 | 21 | -1   |
| 7.   | Platense   | 24   | 27 | 6  | 12 | 9  | 13 | 17 | -4   |
| 8.   | Federal    | 20   | 27 | 6  | 8  | 13 | 19 | 32 | -13  |
| 9.   | Broncos    | 19   | 27 | 4  | 11 | 12 | 19 | 36 | -17  |
| 10.  | Campamento | 13   | 27 | 4  | 5  | 18 | 13 | 42 | -29  |

|  | Clasifica a la cuadrangular, a la final y a la Copa de Campeones de la Concacaf 1977 |
|  | Clasifica a la cuadrangular                                                          |
|  | Desciende a Segunda División                                                         |

## Cuadrangular
| Pos. | Equipo   | Pts. | PJ | G | E | P | GF | GC | Dif. |
| ---- | -------- | ---- | -- | - | - | - | -- | -- | ---- |
| 1.   | Motagua  | 9    | 6  | 4 | 1 | 1 | 9  | 6  | +3   |
| 2.   | España   | 8    | 6  | 4 | 0 | 2 | 9  | 6  | +3   |
| 3.   | Marathón | 4    | 6  | 2 | 0 | 4 | 9  | 12 | -3   |
| 4.   | Vida     | 3    | 6  | 1 | 1 | 4 | 7  | 10 | -3   |

|  | Clasifica a la final y a la Copa de Campeones de la Concacaf 1977 |

## Final
| 5 de diciembre de 1976 | Motagua | 0:0 | España | Estadio Nacional, Tegucigalpa |  |
|                        |         |     |        | Árbitro(s): Porfirio Guerra   |  |

| 12 de diciembre de 1976 | España                                              | 4:1 (1:0) (Global 4:1) | Motagua       | Estadio Francisco Morazán, San Pedro Sula                              |                                                                        |
|                         | Soto 11' · Yerawood 66' · Ferreira 81' · Bailey 89' |                        | Maradiaga 72' | Asistencia: 14 000 espectadores Árbitro(s): Carlos Roberto Ortíz Pérez | Asistencia: 14 000 espectadores Árbitro(s): Carlos Roberto Ortíz Pérez |

|                          |
| España Campeón 3° título |